# Gasthuis Onze-Lieve-Vrouw met de Roos

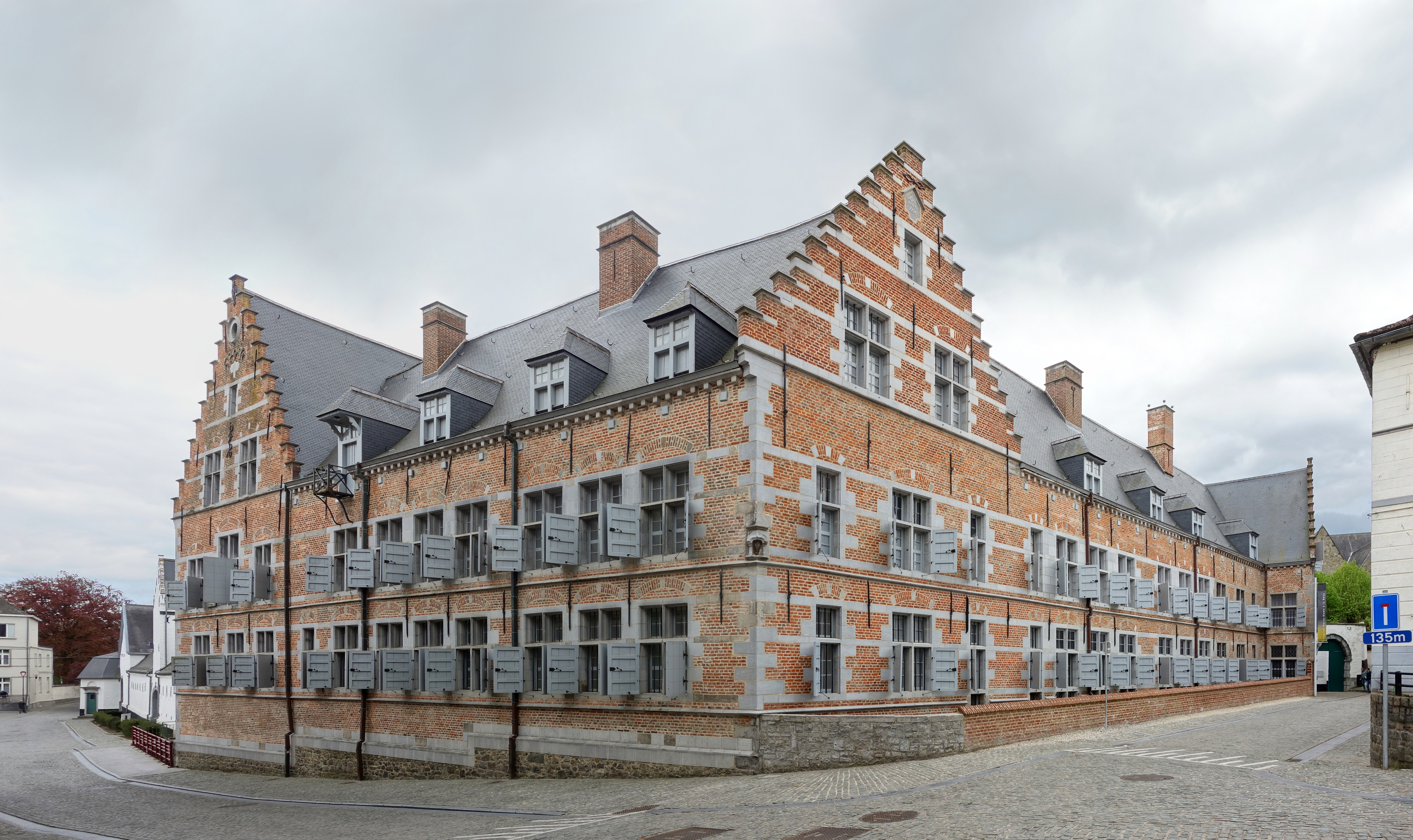
Algemeen zicht van het Gasthuis Onze-Lieve-Vrouw met de Roos

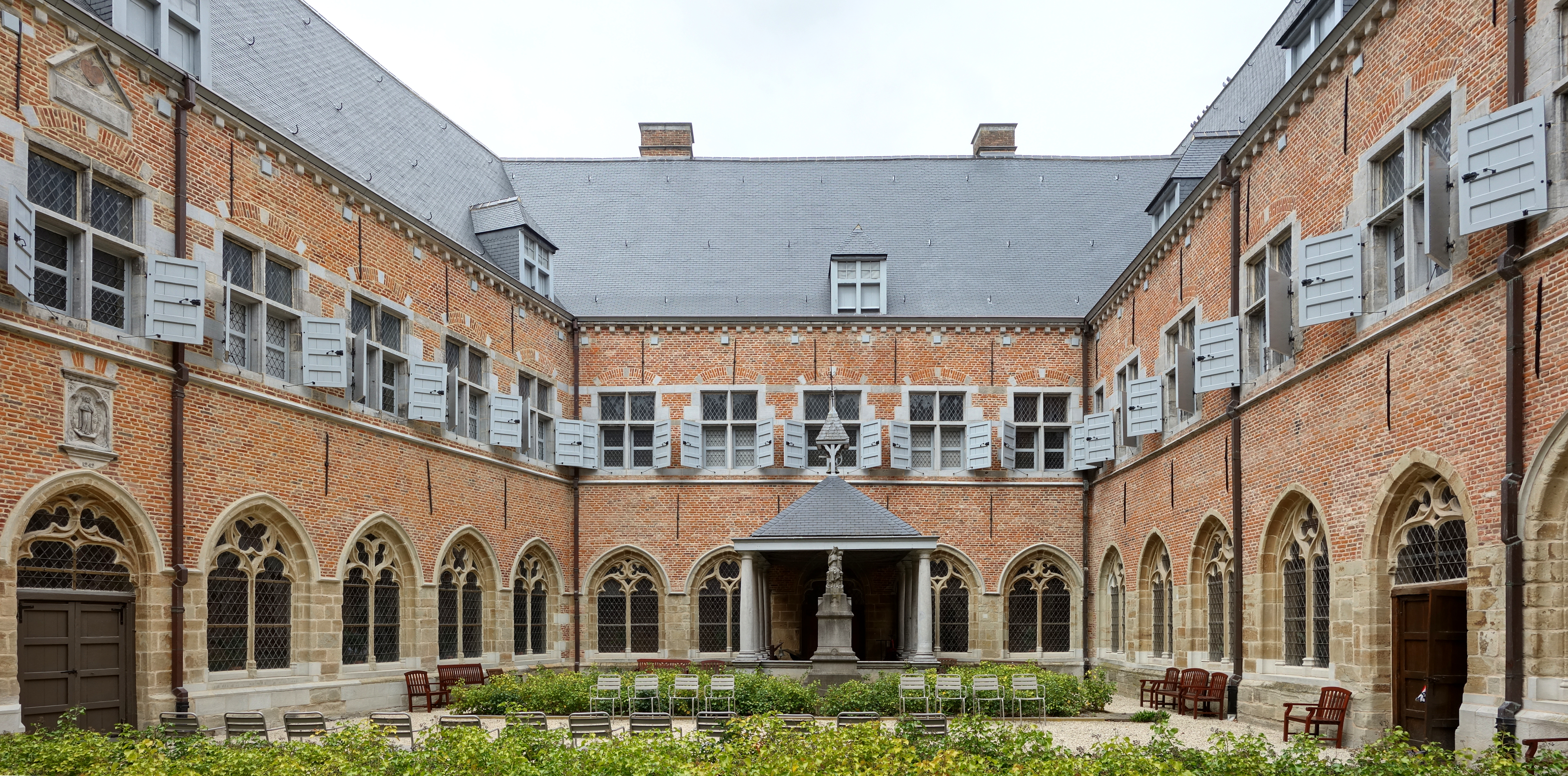
Kloosteringang van het Gasthuis Onze-Lieve-Vrouw met de Roos

Het Gasthuis Onze-Lieve-Vrouw met de Roos (Frans: Hôpital Notre-Dame à la Rose) is een museum en voormalig ziekenhuis in Lessen (Lessines) in de Belgische provincie Henegouwen.
Deze instelling, die in 1242 door de Franse prinses Alix de Rosoit werd gesticht als opvang voor armen en zieken, diende bijna 750 jaar, tot 1980, als ziekenhuis en in recentere tijden als bejaardentehuis. Tegenwoordig fungeren de kloostergebouwen, uit de 16e tot de 18e eeuw, als een museum dat aandacht besteedt aan de eigen geschiedenis. Er zijn ziekenzalen, bedden, medische instrumenten, recepten, tinnen vaatwerk (voor de patiënten), Doorniks porselein (voor de zusters), een bibliotheek met 2000 antieke boeken, schilderijen en kostbaar goud- en zilversmeedwerk te zien. Bij het complex horen bovendien een kloostergang, kapel, kruidentuin en ijshuis. Lessen stond bekend om zijn porfier, een gevlekte, donkerrode steensoort die als architectonische decoratie diende. De groeves kunnen bezocht worden.

## Historiek van de site

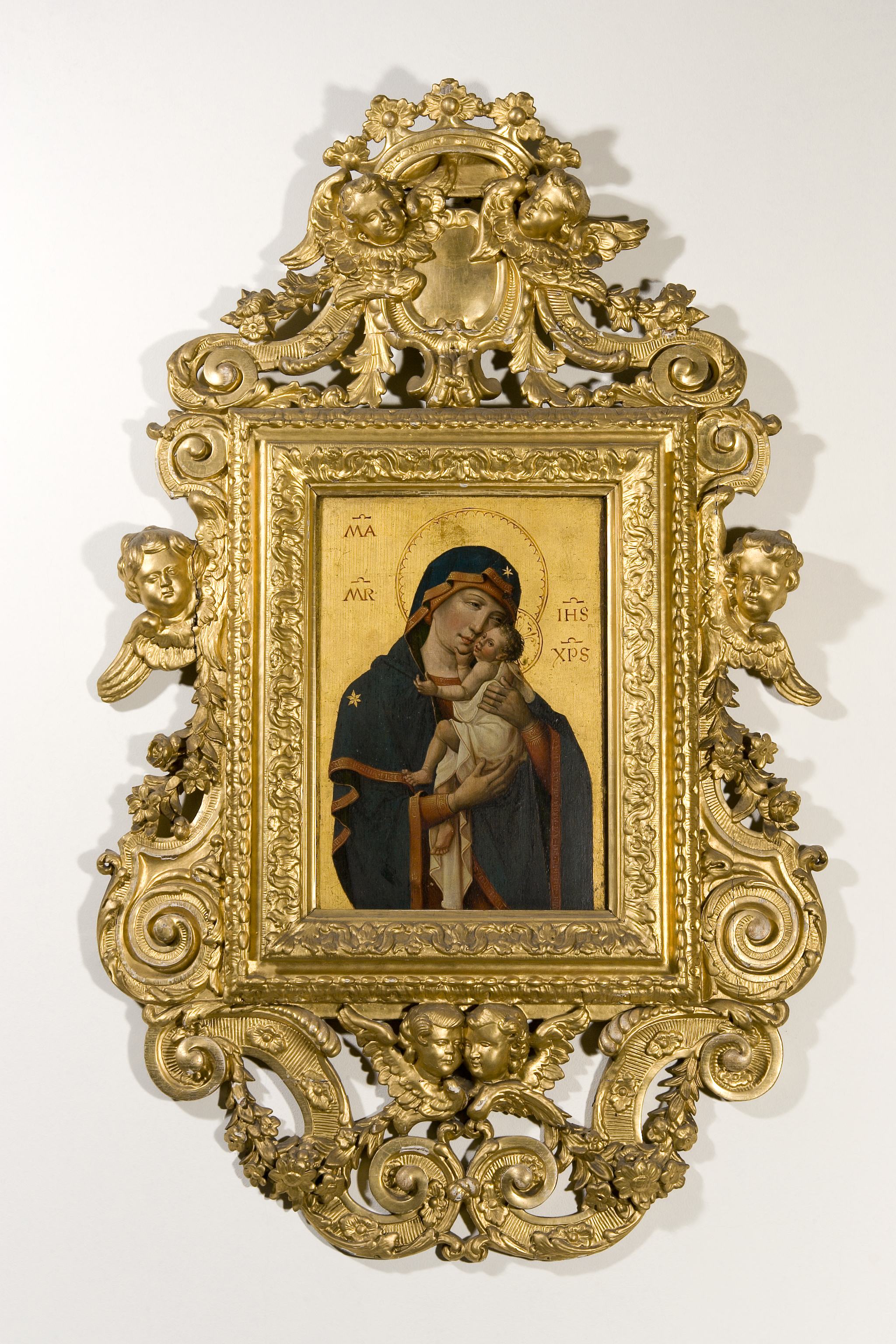
Zeldzame kopie van Onze-Lieve-Vrouw van Genade, geschonken door de bisschop van Kamerijk

Het Gasthuis Onze-Lieve-Vrouw met de Roos, gebouwd langs de Dender in het hart van de stad Lessen, werd gesticht in het midden van de 13e eeuw. Dit gebeurde op initiatief van Arnulf IV van Oudenaarde, heer van de stad en grootbaljuw van Vlaanderen, en van zijn echtgenote, Alix de Rosoit, prinses afkomstig uit de Franse Thiérache.
Arnulf IV, de rechterhand van Johanna van Constantinopel, gravin van Vlaanderen, zal betrokken raken bij de politieke en militaire twisten van zijn tijd (1e helft 13e eeuw).
Op het einde van zijn leven wil hij zich grootmoedig tonen en hij voorziet in zijn testament aanzienlijke sommen geld (verscheidene duizend pond) ten voordele van de armen, bedelaars en bezitlozen van de streek.

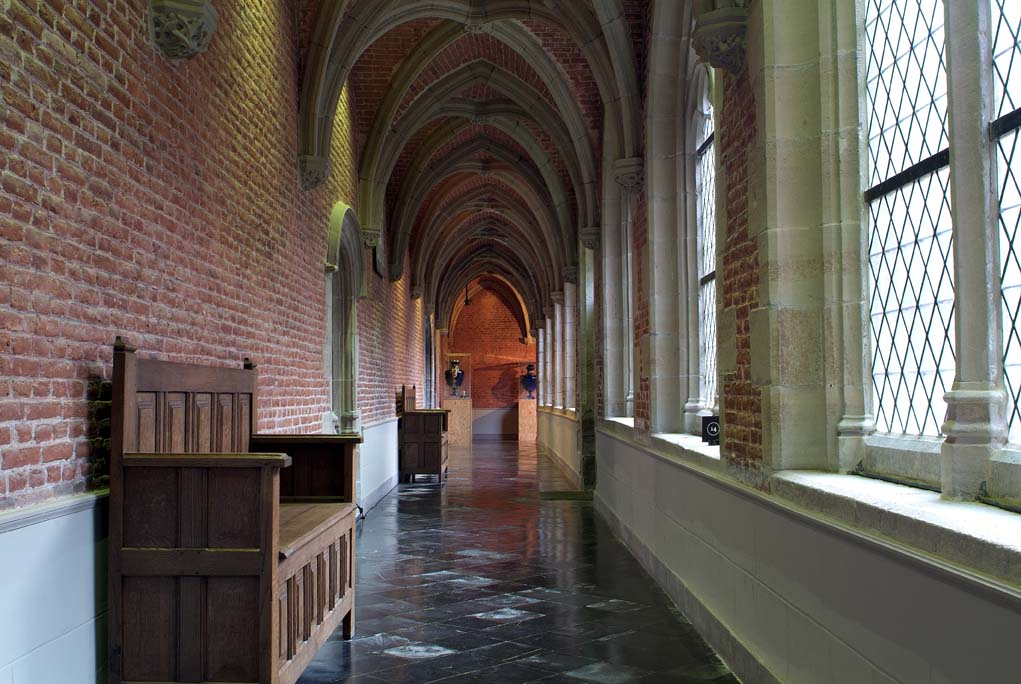
Het klooster

Bij de dood van Arnulf IV in 1242 zal zijn weduwe, Alix de Rosoit, de wilsbeschikking van haar overleden echtgenoot uitvoeren. Ze investeert die som geld in een stichting die zich wijdt aan de opvang en de verzorging van de noodlijdenden van de stad en haar omgeving. Uiteraard zal daar ook gebeden worden voor de zielenrust van Arnulf en zijn nakomelingen.
Deze liefdadigheidsinstelling ligt volledig in de lijn van de beweging die in de middeleeuwen tot de oprichting van hospitalen heeft geleid: het Sint-Janshospitaal en Onze-Lieve-Vrouw ter Potterie in Brugge, de Bijloke in Gent, Sint-Elisabethgasthuis in Antwerpen, het Hospice Comtesse in Rijsel en dergelijke meer.

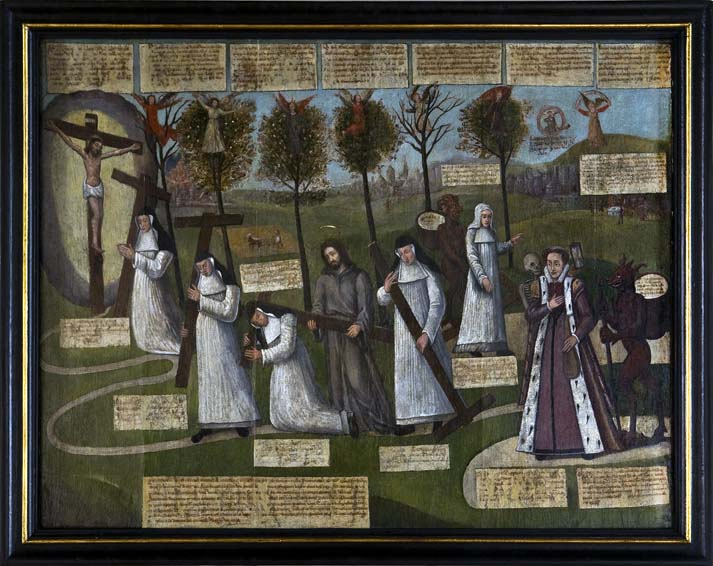
Allegorie van het kloosterleven

In 1246 stelt Alix de Rosoit in Lessen een dubbele religieuze gemeenschap aan: enerzijds enkele lekenbroeders die zich hoofdzakelijk bezighouden met het werk op de boerderij van het hospitaal en anderzijds 7 zusters augustinessen aan wie het toezicht en de verzorging van de zieken wordt toevertrouwd.
In die tijd was het Onze-Lieve-Vrouw met de Roos hospitaal een bescheiden gebouw dat uit slechts twee vleugels in L-vorm bestond: één langs de Dender en een tweede, loodrecht op de eerste.
Toch waren alle zalen die voor het leven in een hospitaal van essentieel belang waren toen reeds voorhanden: ziekenzaal, kapel, refter, slaapzaal, noviciaat en dergelijke meer.
In de loop der eeuwen worden de hospitaalgebouwen getransformeerd, zodat de ruimten beter aangepast zijn zowel aan het hospitaalleven als aan het kloosterleven.
Het hoofdgebouw zal in de 16e, 17e en begin 18e eeuw evolueren tot de vierhoek zoals we die vandaag kennen met zijn harmonieuze combinatie van renaissance en laat-gotiek (voor het klooster). Het gasthuis, met zijn subtiele mix van religie en geneeskunde, is een oord waar begrippen als geloof, wetenschappen, zaligheid, heil, spiritualiteit, lijden en remedies elkaar raken, elkaar afwisselen en wederzijds beïnvloeden.
Het hospitaal werd bestuurd door de priorin evenals door de meester-directeur die waakte over de juiste spirituele houding in klooster en hospitaal. Deze laatste diende zich te wenden tot de bisschop van Kamerijk, in geval van geschil of enige andere bezorgdheid.
Het was inderdaad het bisdom dat statuten en levensregels toekende aan elke hospitaalinstelling die binnen zijn invloedssfeer gevestigd was.
Met de Franse Revolutie nam de stad het beheer van het hospitaal op zich via de ‘Commissie der Burgerlijke Hospitiën’ en vervolgens via de ’Commissie van Openbare Onderstand’. In de loop van de 19e eeuw had het hospitaal te kampen met een groeiende vraag naar verzorging ten gevolge van de exploitatie van de lokale porfier-groeven. De registers van het hospitaal getuigen van het grote aantal gewonde steengroevearbeiders, zieken en invaliden die in die periode in het Gasthuis Onze-Lieve-Vrouw met de Roos werden verzorgd en geopereerd. Derhalve werd dan ook omstreeks 1830 een tweede ziekenzaal ingericht, waaraan tussen 1860-1870 nog twee bijkomende zalen zullen worden toegevoegd.
En zelfs met de intrede later van lekenpersoneel in de instelling (verpleegsters, verzorgenden, onderhoudspersoneel) is het duidelijk, dat de religieuze gemeenschap een dominerende rol zal blijven spelen tot 1980, het jaar van vertrek van de laatste patiënten uit het hospitaal, dat inmiddels een geriatrische instelling was geworden.

## Restauratie

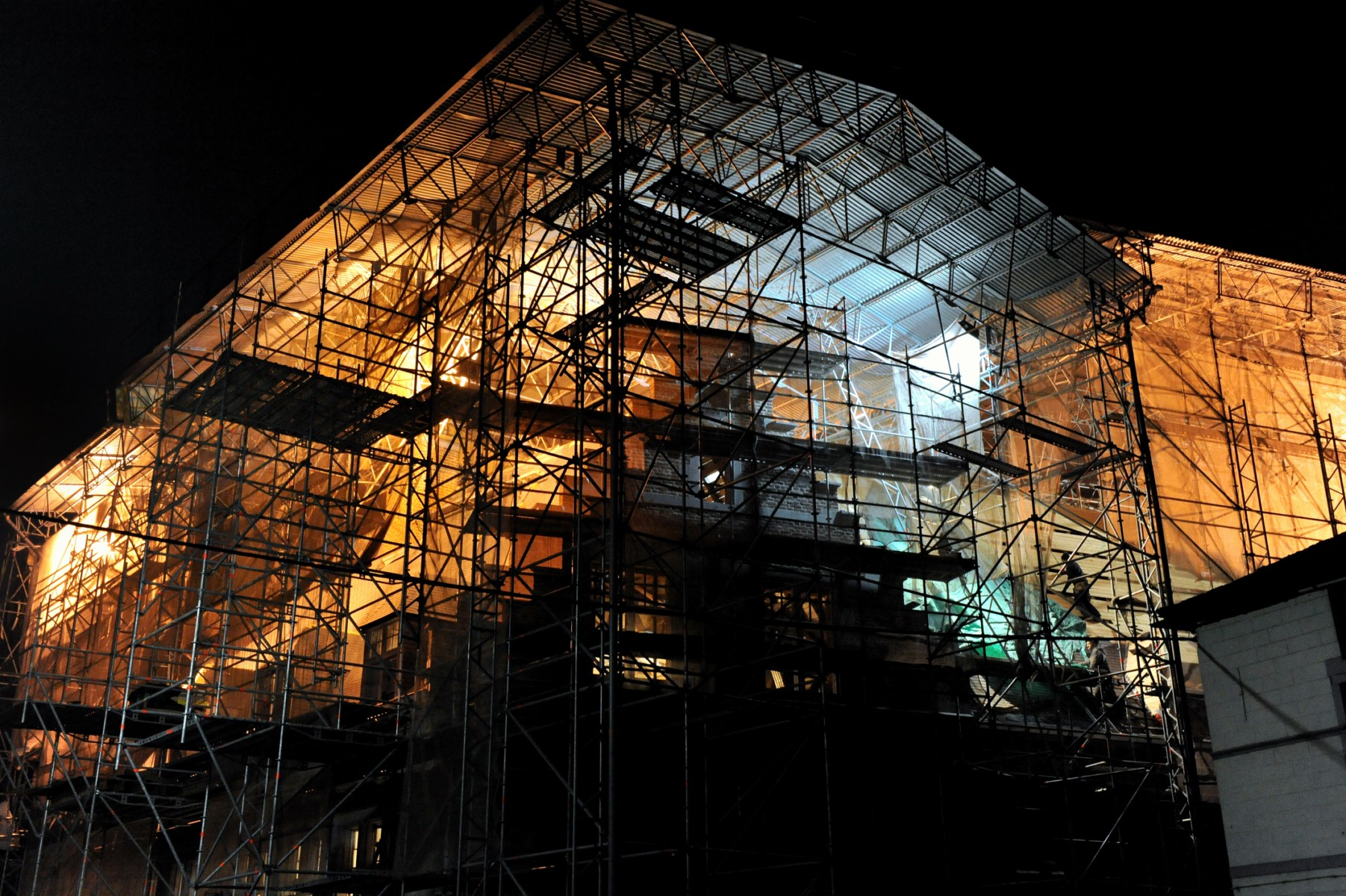
Verbouwing van het dakgebinte.

Het Gasthuis Onze-Lieve-Vrouw met de Roos is geklasseerd sinds 1940 en, sedert 1993, erkend als ‘Buitengewoon Erfgoed van Wallonië’, de hoogst mogelijke onderscheiding op het vlak van klassering in Wallonië.
Ondanks deze onderscheidingen zijn de redding en herbestemming van de hospitaalsite geen eenvoudige operatie geweest. Gelukkig is de groep vrijwilligers van toen (1980-1990) met al hun passie en volharding blijven geloven in de toekomst van deze plek. Ze slaagden erin, de lokale en regionale politieke verantwoordelijken ervan te overtuigen, om zich te buigen over de vraag hoe het verder moest met dit unieke oord in Wallonië en om heel dringend restauratiewerken te beginnen.
De klassering als ‘buitengewoon erfgoed’ heeft een verhoging van het subsidiepercentage vanwege het Waals Gewest mogelijk gemaakt: 90 tot 95 % voor de restauratie van het gebouw. Van haar kant heeft de stad Lessines sinds februari 2000 met de ondersteuning van de intercommunale Ideta in het kader van de ‘sortie Objectif I’ een dossier voorgelegd m.b.t. de restauratie en de toeristische en culturele valorisatie. Dankzij de lokale, regionale, provinciale en Europese fondsen die aldus werden verkregen, heeft men aan het hospitaal een tweede leven en een bestemming als museum kunnen geven. 
Op deze site is alles gewoonweg een juweel. De gebouwen, de interieurdecoraties, de tuinen, de kunstcollecties, de medische en farmaceutische verzamelingen: alle vormen ze een sterk coherent geheel van uitzonderlijk grote waarde.
Hoewel de werkzaamheden goed tien jaar hebben geduurd, hebben ze merkwaardig genoeg nooit de sluiting van de site voor de bezoekers tot gevolg gehad. Dit is slechts mogelijk geweest dankzij het museumteam dat steeds verder gewerkt heeft met een dynamiek en enthousiasme die het reeds twintig jaar geleden had ontwikkeld. 
De restauratie van het gebouw was bijzonder indrukwekkend en belangrijk. Onder leiding van de architecten, de ware dirigenten van het project en de werken, hebben de talrijke beroepscategorieën – steenhouwers, metselaars, timmerlui, dakwerkers, bekisters, kraanmachinisten, elektriciens, schilders, stukadoors, meester-glazeniers, orgelbouwers, meubelmakers- met de nodige zorg en precisie gewerkt, zodat dit uitzonderlijk patrimonium de drempel naar de komende eeuwen heeft kunnen overschrijden.

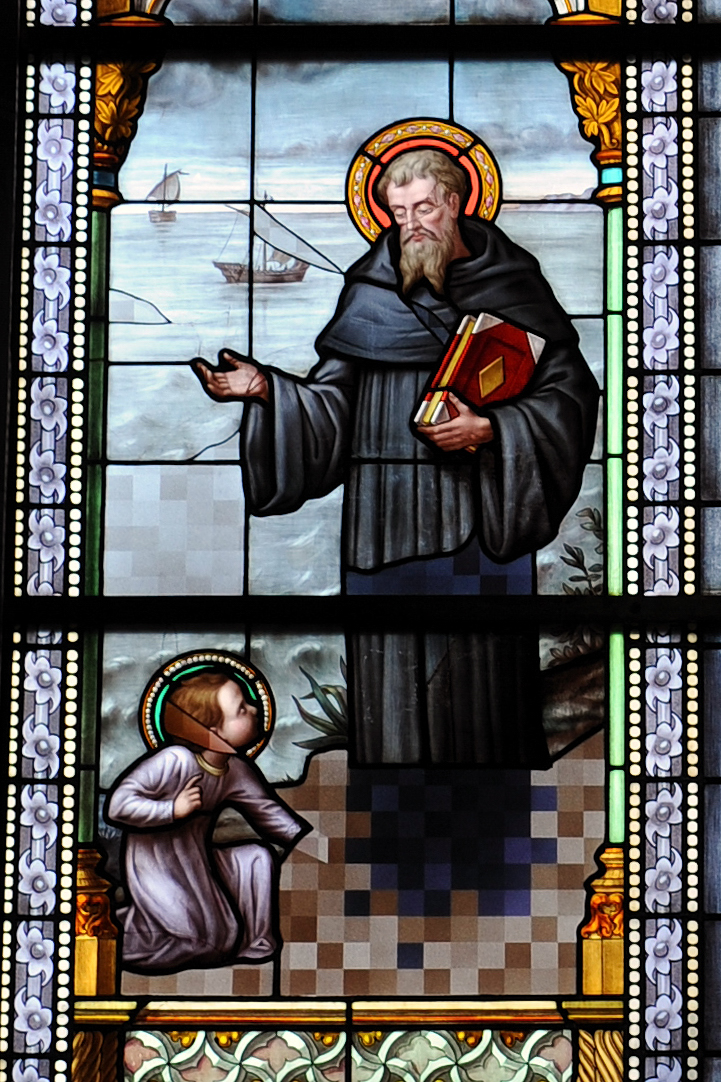
Restauratie van de glasramen van de kapel

De restauratiewerken werpen een nieuw licht op talrijke zalen van het bezoekerscircuit.
Door de aangepaste en op een schrandere manier gedistilleerde scenografie hebben sommige kamers een nieuwe betekenis gekregen, terwijl andere werkelijk uit de schaduw zijn getreden.
Kwetsbare en fragiele collectiestukken zoals zilverwerk, archieven e.d.m. kunnen eindelijk worden tentoongesteld. Het discours dat met de bezoekers wordt gevoerd, krijgt er een andere dimensie door, het zet andere bakens uit; de bezoekers worden erdoor aangesproken en ondervraagd.
Deze (restauratie)fase was van essentieel belang, om het hospitaal nieuw leven in te blazen. Sindsdien werd het immers ‘verrijkt’ met een nieuw bezoekerscircuit en een museuminrichting die naam waardig.  Zo werden, na het vaststellen van een aantal noden die voor een dergelijke toeristische site onontbeerlijk bleken, een aantal functies in het oude historische gebouw geïntegreerd: onthaal, museumboetiek, cafetaria, concertzaal en een zaal voor tijdelijke tentoonstellingen. Bovendien werd ook grote zorg besteed aan een aangepaste hedendaagse museografie.

## Het nieuwe bezoekerscircuit

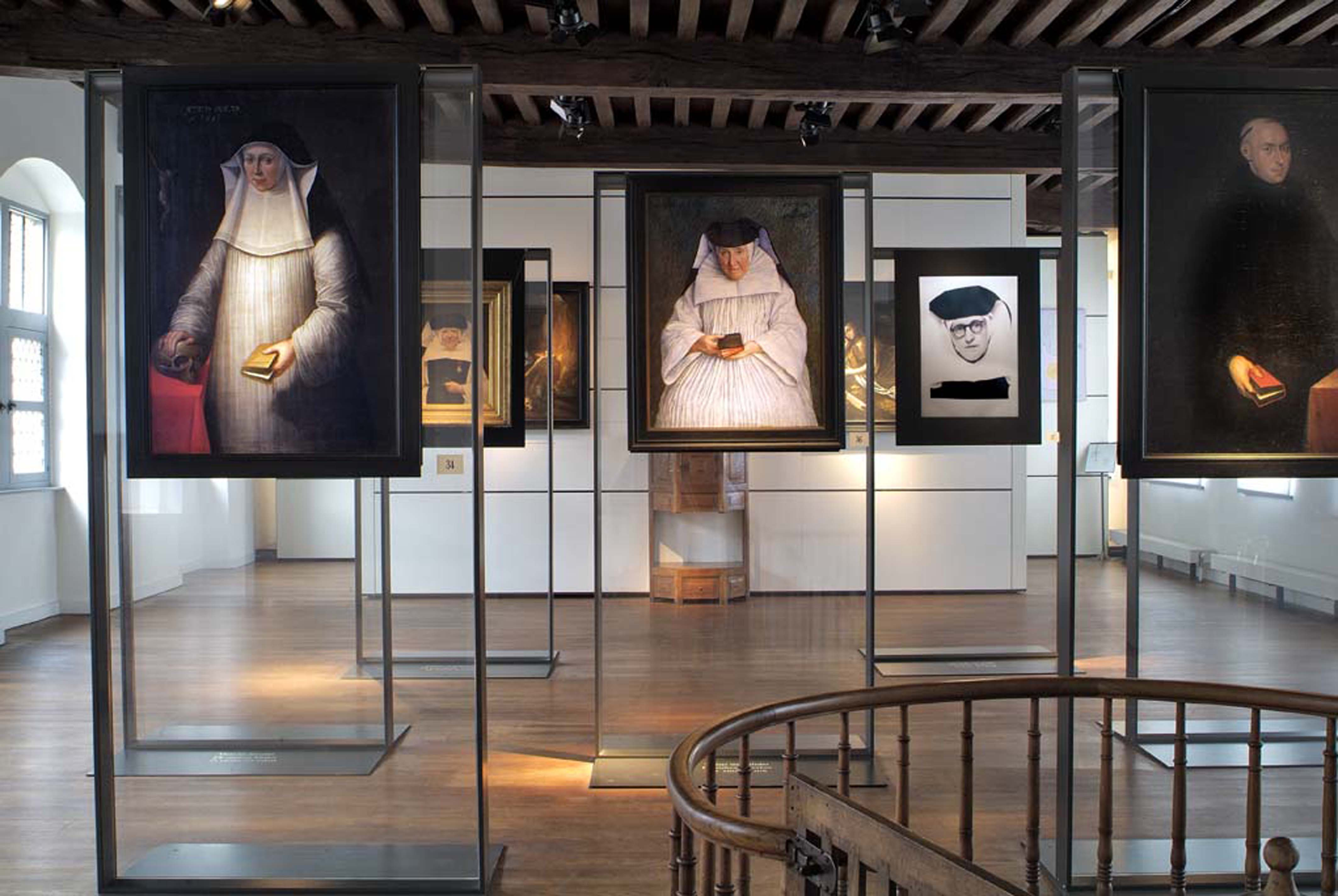
Zaal van het kloosterleven met portretten van de priorinnen

Het vierhoekig hoofdgebouw omsluit een binnentuin die op zijn beurt omringd wordt door de kloostergangen. Deze vormen de belangrijkste assen waarlangs de bezoekers naar het geheel van de museumzalen worden geleid.
Het bezoek is over 3 verdiepingen verdeeld.
De ondergrondse zaal
Eerst maakt de bezoeker kennis met de structuur van de site en met haar stichters in de ondergrondse zaal die de verbinding vormt tussen de inkomhal en het vierhoekig hoofdgebouw. In deze zaal wordt enerzijds een maquette voorgesteld van de volledige site van het Onze-Lieve-Vrouw met de Roos hospitaal, anderzijds enkele van de interessantste overblijfselen die in 2001 aan het licht gebracht werden door de Dienst voor archeologische opgravingen van het Waals gewest. Daaronder de resten van een grafmonument (einde 13de eeuw) dat wel degelijk dat zou kunnen zijn van Arnulf IV van Oudenaarde, de stichter van het hospitaal. 
De 1e verdieping
De spiritualiteit van de religieuzen en het leven in gemeenschap van de hospitaalzusters van Lessen loopt als een rode draad door de zalen van de 1ste verdieping.
De hier tentoongestelde werken, o.m. in de bibliotheek, de kamer van Sint-Augustinus en de zaal van het kloosterleven, bieden een interessante dialoog aan over voornoemde essentiële thema’s, wanneer men de geest van deze plaatsen wil doorgronden.
Deze aspecten worden vanuit verschillende invalshoeken belicht: de christelijke naastenliefde, de religieuze roeping, de schenkingen, kunst en spiritualiteit, statuten en levensregel van de gemeenschap, de functie van de boeken in het hospitaal.
Het gelijkvloers

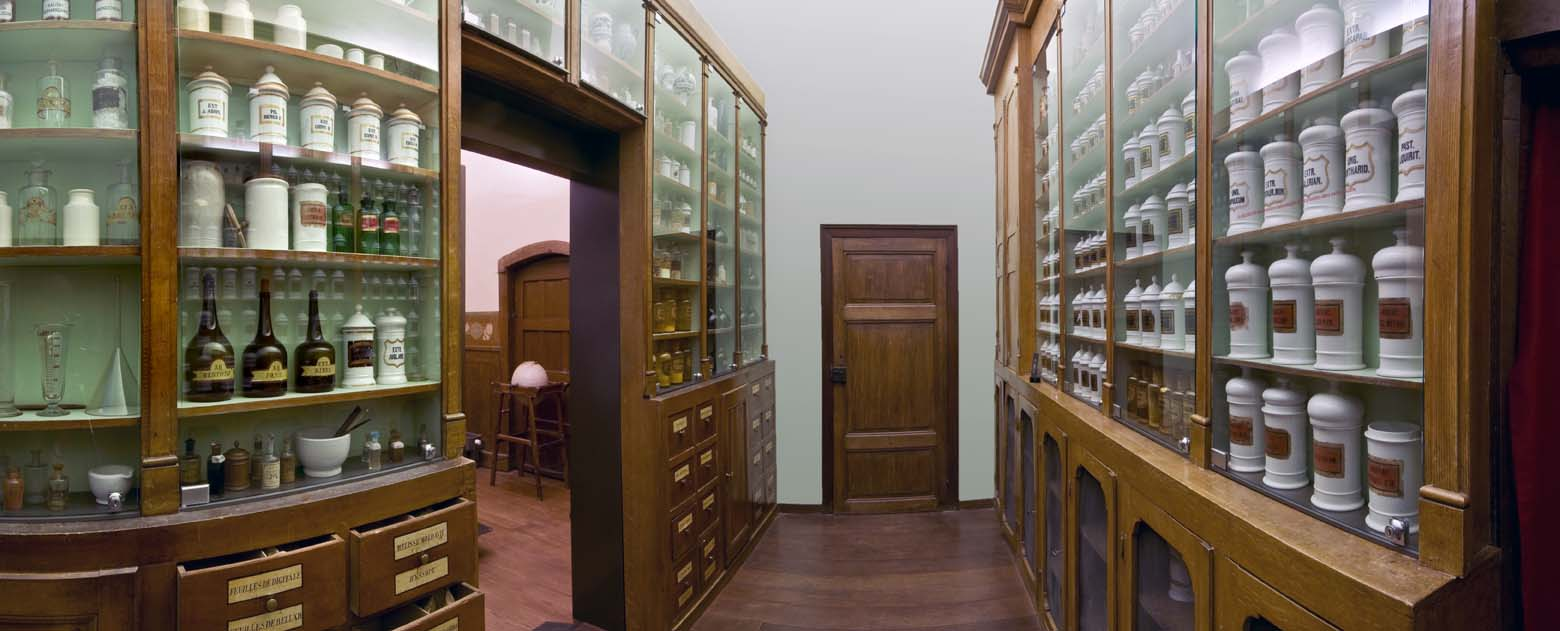
De apotheek

Deze ruimte getuigt van een zekere dualiteit in haar historische samenstelling. Talrijke kamers maken nog deel uit van het ‘slot’ en zijn daardoor uitsluitend voor de religieuzen bestemd: de refter, de ziekenboeg, de werkkamer (die vandaag als ‘Schatkamer’ is ingericht).
Andere kamers daarentegen zijn duidelijk op de buitenwereld afgestemd. Ze houden immers rechtstreeks verband met de hospitaalfunctie van de instelling en herinneren er ons aan, dat het hospitaal meer dan 7 eeuwen lang geleefd heeft in het hart, op het ritme en in dienst van de inwoners van een stad en een streek: de ziekenzalen, de apotheek, de kapel, de vreemdelingenzaal e.d.m.
De bezoeker beëindigt zijn parkoers met als hoogtepunt de triptiek van de zalen die gewijd zijn aan de zorg voor ziel en lichaam: de kapel en de twee ziekenzalen. 

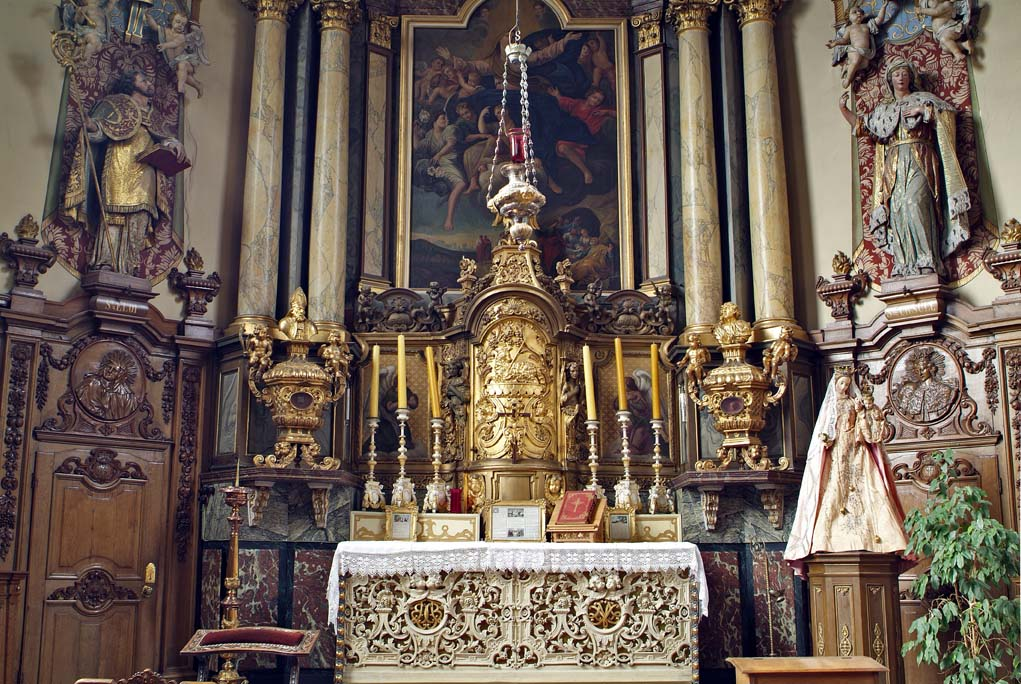
De kapel

De barokke kapel van het hospitaal heeft ook het voorwerp uitgemaakt van een volledige en minutieuze restauratie, gaande van de klokkentoren tot het orgel, van de glasramen tot de versiering van het gewelf en de vergulde decors van het hoofdaltaar. Als plaats van de spirituele zorgen sluit ze natuurlijk aan op de ziekenzaal uit het ancien regime (pneumatisch ziekenhuis). Ook deze zaal werd aan een grondige restauratie onderworpen: het plafond met gebeeldhouwde balken, de vensters, lambriseringen, geschilderde muren e.d.m. De verstandig opgestelde vitrines in deze zaal maken het nu mogelijk het verband te leggen tussen de medische technieken van toen (de geneeskunde van de humores, de chirurgie en haar evolutie enz.) en de directe omgeving van de zieke.

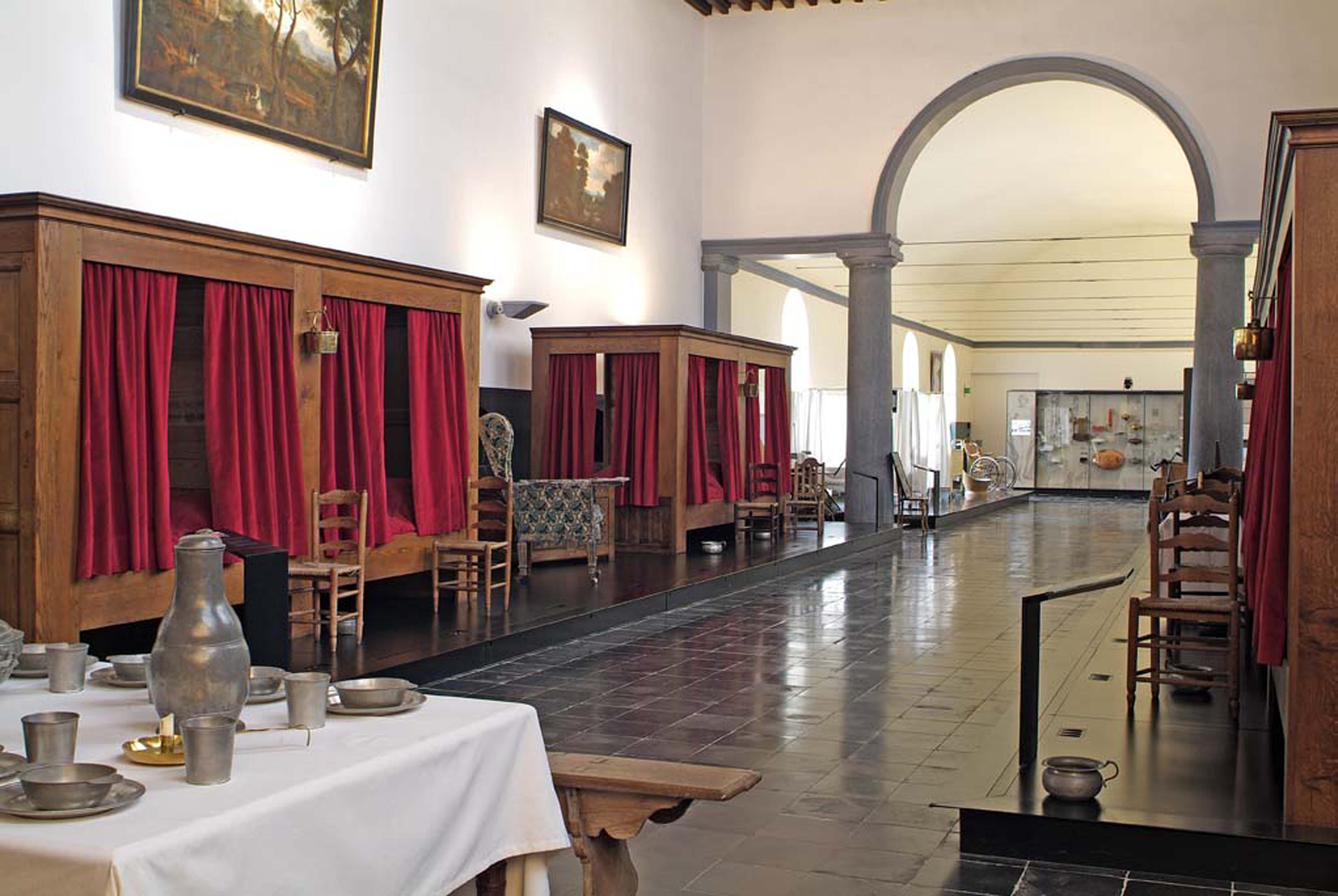
De ziekenzaal (pneumatisch ziekenhuis)

Eveneens hier, in deze zalen, waar de historische component zo sterk aanwezig is, heeft men de scenografische elementen weliswaar discreet aangebracht, terwijl ze toch een meerwaarde verschaffen, hetzij op didactisch vlak, hetzij om de werken beter tot hun recht te laten komen dankzij een aangepaste belichting.
De tweede ziekenzaal (omstreeks 1830) brengt twee nogal complementaire thema’s samen.  Dankzij de herinrichting van een gedeelte van de ziekenzaal op het einde van de 19de eeuw wordt men zich enerzijds bewust van de evolutie in de levensomstandigheden van de patiënten (hygiëne in het hospitaal).
Anderzijds wordt de ontwikkeling in tal van domeinen m.b.t. ‘de kunst van het verzorgen’ in de 19de eeuw - neus-keel-en-oor, elektrotherapie, tandheelkunde, oogheelkunde, diagnostiek, gynaecologie en verloskunde- geïllustreerd a.d.h.v. een brede waaier medische instrumenten van destijds. Deze worden voorgesteld en in hun context geplaatst in ruime vitrines, die bovendien gedocumenteerd zijn met wetenschappelijke illustraties en uitgerust met audiovisuele fragmenten. 
Dit nieuwe bezoekerscircuit omvat dus een twintigtal zalen – en de tuinen-, die het de bezoeker mogelijk maken een beter inzicht te verwerven in de subtiele alchemie die de verschillende hoofdrolspelers in de geschiedenis van de zorgverstrekking door de eeuwen heen verbond: de stichters, de weldoeners en beschermers van de instelling, de zieken, de religieuzen en andere verzorgers (dokters, chirurgijnen, verpleegsters), de wereldlijke overheden sinds de 19e eeuw.

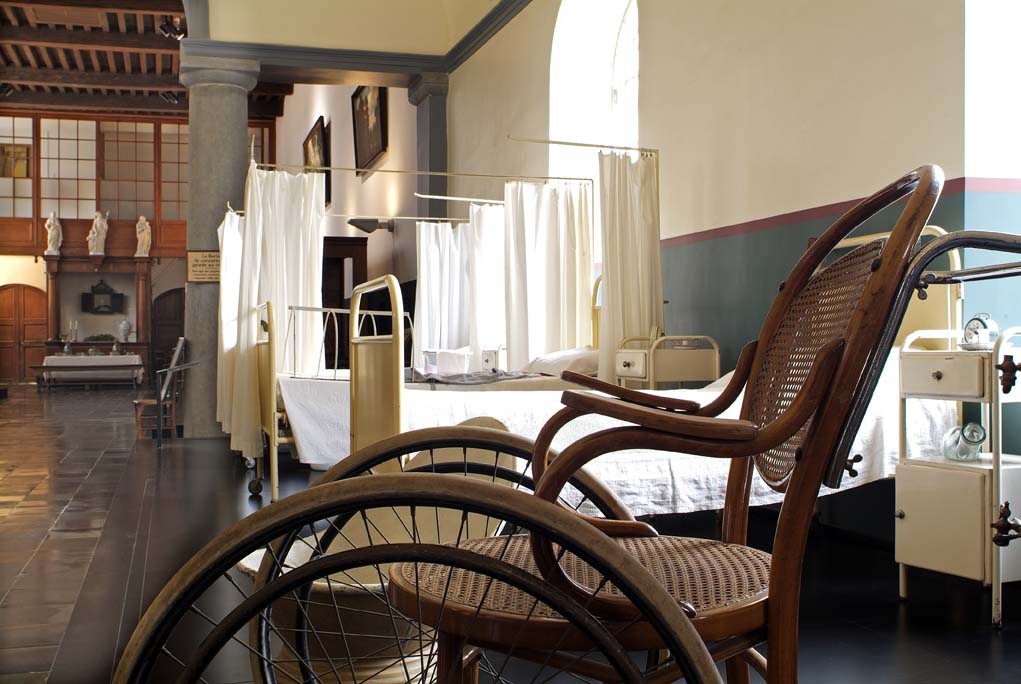
De tweede ziekenzaal van 19e eeuw.